# Giải bóng đá vô địch quốc gia Samoa
Giải bóng đá vô địch quốc gia Samoa hay Samoa National League là một giải đấu bóng đá ở Samoa và là hạng đấu cao nhất của Liên đoàn Bóng đá Samoa. Sân vận động 3.500 chỗ ngồi Toleafoa JS Blatter Soccer Stadium là địa điểm thi đấu duy nhất của giải.

## Câu lạc bộ
- Adidas SC
- BSL Vaitele Uta
- Central United
- Kiwi
- Leauvaa (Xuống hạng)
- Lupe ole Soaga (Magiagi)
- Mouala United
- One Way Wind
- Vaimoso
- Vaipuna
- Vaitoloa
- Vaivase-Tai

Đội bóng tính đến mùa giải 2014–15.
Nguồn: 

## Các đội vô địch trước đây
| Mùa giải | Vô địch                   |
| -------- | ------------------------- |
| 1979     | Vaivase-Tai               |
| 1980     | Vaivase-Tai               |
| 1981     | Vaivase-Tai, SCOPA        |
| 1982     | Alafua                    |
| 1983     | Vaivase-Tai               |
| 1984     | Kiwi                      |
| 1985     | Kiwi                      |
| 1986–96  | Không rõ                  |
| 1997     | Kiwi                      |
| 1998     | Vaivase-Tai               |
| 1999     | Moata'a                   |
| 2000     | Titavi                    |
| 2001     | Goldstar Sogi             |
| 2002     | Strickland Brothers Lepea |
| 2003     | Strickland Brothers Lepea |
| 2004     | Strickland Brothers Lepea |
| 2005     | Strickland Brothers Lepea |
| 2006     | Vaivase-Tai               |
| 2007     | Cruz Azul                 |
| 2008     | Sinamoga                  |
| 2009–10  | Mouala United             |
| 2010–11  | Kiwi                      |
| 2011–12  | Kiwi                      |
| 2012–13  | Lupe ole Soaga            |
| 2013–14  | Kiwi                      |
| 2014–15  | Lupe ole Soaga            |

Nguồn: 

## Thành tích
| Đội bóng                  | Số lần vô địch | Các năm vô địch                             |
| ------------------------- | -------------- | ------------------------------------------- |
| Kiwi                      | 6              | 1984, 1985, 1997, 2010–11, 2011–12, 2013–14 |
| Vaivase-Tai               | 5              | 1979, 1980, 1981, 1983, 2006                |
| Strickland Brothers Lepea | 4              | 2002, 2003, 2004, 2005                      |
| Lupe ole Soaga            | 2              | 2012–13, 2014–15                            |
| Alafua                    | 1              | 1982                                        |
| Moata'a                   | 1              | 1999                                        |
| Titavi                    | 1              | 2000                                        |
| Goldstar Sogi             | 1              | 2001                                        |
| Cruz Azul                 | 1              | 2007                                        |
| Sinamoga                  | 1              | 2008                                        |
| Mouala United             | 1              | 2009–10                                     |

## Danh sách ghi bàn
| Năm     | Cầu thủ           | Đội bóng                  | Số bàn thắng |
| 2001    | Desmond Fa'aiuaso | Strickland Brothers Lepea | 17           |
| 2002    | Desmond Fa'aiuaso | Strickland Brothers Lepea | 21           |
| 2012–13 | Rudy Gosche       | Mouala United             | –            |